# Hashavarman I
Hashavarman I, död 923, var en kambodjansk monark. Han var kung av Khmerriket mellan 910 och 923.